# Larry Bryggman
Arvid Laurence (Larry) Bryggman (Concord (Californië), 21 december 1938) is een Amerikaans acteur met Zweedse voorouders.
Bryggman heeft gespeeld in films als Spy Game en Die Hard with a Vengeance maar is vooral bekend vanwege zijn rol van Dr. John Dixon in de soapserie As the World Turns, een rol die hij sinds 18 juli 1969 al meer dan 30 jaar speelt. John begon als slechterik, maar kwam erachter dat oneerlijkheid niet loont en is werd een gerespecteerde arts in Oakdale Memorial. Eind 2004 verscheen Bryggman plotseling niet meer in de serie, een uitvoerend producent maakte bekend dat hij na 35 jaar vertrok uit de serie. Bryggman kreeg voor zijn rol van Dr. Dixon twee Daytime Emmy Awards voor Uitstekende acteur in een dramaserie, in 1984 en 1987.
Speelt een gastrol in The Blacklist, seizoen 6.

Hij is getrouwd met Tracey Hanley en samen met 2 kinderen uit een vorig huwelijk met Barbara Creed en een kind met Heidi Brennan is Larry vader van 5 kinderen.